# Barry Railway Dampftriebwagen
Die frühere walisische Barry Railway war im Besitz von zwei Dampftriebwagen, die später zu Personenwagen umgebaut wurden.

## Geschichte
Für den Einsatz auf der Strecke zwischen Barry und Bridgend, durch das Vale of Glamorgan, bestellte die Barry Railway im Juli 1904 zwei Dampftriebwagen, die ab Mai 1905 im Einsatz waren. Die Antriebseinheiten wurde von der North British Locomotive Company, die beiden Wagen bei R. Y. Pickering and Co. gebaut.
Die Fahrzeuge waren in geschlossener Triebwagenform mit einem zweifach gekuppelten Triebdrehgestell mit der Achsanordnung B’2’ gebaut. Hinter dem Maschinenraum folgten der Gepäckraum, das 3.-Klasse-Abteil mit 43 Sitzplätzen und das 1.-Klasse-Abteil mit 10 Plätzen. Der Speisewasservorrat wurde in Tanks unterhalb des Wagenbodens mitgeführt.
Die Gesellschaft war mit den beiden Triebwagen nicht besonders zufrieden und baute diese 1914 zu zwei gemischtklassigen Großraumwagen ohne Wagenübergang (im Englischen mit Bogie Open Composite bezeichnet) nach Musterblatt 14 um.
Mit der Übernahme der Barry Railway durch die Great Western Railway (GWR) am 1. Januar 1922 gingen die Wagen an die GWR über. Später wurden sie zu Wagen der 3. Klasse umgebaut. Der Wagen 178 kam bei der Verstaatlichung zu British Railways und war dort mit der Nr. W4304 noch mindestens bis 1951 im Einsatz. Wie lange der andere Wagen im Einsatz war, ist nicht bekannt.